# Copidosoma exvallis
Copidosoma exvallis är en stekelart som beskrevs av John S. Noyes 1988. Copidosoma exvallis ingår i släktet Copidosoma och familjen sköldlussteklar. Inga underarter finns listade i Catalogue of Life.